# Jan Fudala
Jan Fudala ps. Jasiek z Gorców (ur. 1951 w Dobrzykowicach, zm. 6 stycznia 2008 w Chabówce) – polski malarz i poeta związany z Gorcami, satyryk, nauczyciel, instruktor narciarski, działacz kultury.

## Życiorys
Absolwent zakopiańskiego Liceum Technik Plastycznych im. A.Kenara oraz Akademii Wychowania Fizycznego w Krakowie. W 1970 roku na Zawodach Nadziei Olimpijskich w Bułgarii zdobył brązowy medal, zaś w 1973 roku wziął udział w Akademickich Mistrzostwach w Szwajcarii, gdzie wywalczył srebrny i złoty medal w biegach narciarskich. Podczas studiów tańczył oraz śpiewał w Akademickim Zespole Góralskim „Skalni” w Krakowie, w późniejszych latach należał do regionalnego zespołu im. Klimka Bachledy w Zakopanem. W okresie, kiedy studiował, wraz z Franciszkiem Bachledą-Księdzularzem oraz Andrzejem Gąsienicą-Makowskim założył grupę poetycką „Juhasi”, której jednym z założeń programowych było pisanie gwarą góralską. W późniejszych latach, już kiedy osiedlił się w Rabce, wrócił do pomysłu założenia grupy literackiej osadzonej w tradycji regionu, ale „Poorkanie” odwołujące się do piewcy regionu, Władysława Orkana, nie wyszło poza fazę początkową, choć odcisnęło się w jego poezji.
Przez wiele lat Fudala był instruktorem narciarskim, równolegle prowadząc szeroką działalność w propagowaniu kultury góralskiej. Był pomysłodawcą m.in. Święta Poezji Góralskiej, tworzył bądź współtworzył zespoły góralskie, m.in.: „Kropianki” w Rabie Wyżnej, „Harenda” w Zakopanem, „Zagórze” w Kasinie Wielkiej.  Przez wiele lat prowadził dziecięcy zespół „Zornica” w Młodzieżowym Centrum Kultury „Jutrzenka” w Zakopanem. W latach 2000–2007 wygrał konkurs na dyrektora Muzeum im. Władysława Orkana w Rabce. Za jego czasów muzeum prowadziło bogatą działalność  popularyzatorską, organizowało kiermasze, spotkania z twórcami ludowymi, Fudala wskrzesił tradycje konkursowe na palmę wielkanocną. Nazywany „etnografem górali”, zasiadał w jury wielu konkursów regionalnych. Występował jako aktor w filmach, grając charakterystyczne role góralskie, m.in. w filmie o Orkanie „Kolory kochania”.

## Twórczość literacka
Fudala był poetą piszącym gwarą oscylującą między Podhalem a Gorcami. Jest to wynik szerszego nakładania się na siebie kultur tych dwóch sąsiadujących ze sobą grup etnicznych. Poeta w naturalny sposób łączył obie, sięgając również do stylizacji. W swojej twórczości odwoływał się do Władysława Orkana, którego nazywał „hetmanem góralskim”, ale twórczość Fudali jest zupełnie inna w charakterze. „Kto się cieszy, ten nie grzeszy” to nie tylko tytuł jednej z ostatnich jego opowieści o góralskim świecie, to najpełniejsze wyrażenie jego postawy artystycznej. Twórczość „Jaśka z Gorców” kipi rubasznym góralskim humorem, jego Gorce  pełne są muzyki i tańca. Poruszał jednocześnie ważkie społecznie tematy. Satyryk, wielki obrońca tradycji góralskiej, nie tylko w swych książkach, ale również na łamach prasy walczył z biurokratycznym podejściem do kultury, wykpiwał i sprzeciwiał się temu wszystkiemu, co zmierzało do jej unifikacji.

## Malarstwo na szkle
Jan Fudala uprawiał różne techniki, pastel, olej, akwarelę, rysunek, ale najbliższe było mu malarstwo na szkle. Wskrzesił i propagował tę typową dla kultury góralskiej technikę malarską. Obrazy na szkle Fudali nie mieszczą się jednak w nurcie typowego regionalizmu. Są góralskie w tematyce i stylistyce, ale jego święci, diabły, zbójnicy nie są statyczni, artysta stosował dynamiczną kreskę, jego obrazy są bardzo żywiołowe, takim on zresztą sam był jako człowiek. Jego dzieła cechuje niezwykłe wyczucie kolorów czystych oraz tendencja do lekkiej deformacji. Ulubionym tematem Fudali były boginki rabczańskie, liczne z jego obrazów na szkle przedstawiają kąpiące się w rzece nagie kobiety. Natchnieniem było najbliższe otoczenie jego domu leżącego tuż nad brzegiem Raby.  Na szkle malował również obrazy dotyczące bieżących wydarzeń, np. zakopiańską olimpiadę w 2006 roku. Miał w swoim dorobku ponad 50 wystaw indywidualnych w kraju i zagranicą. Jego prace znajdują się między innymi w zbiorach Muzeum Orkana w Rabce, Domu Związku Podhalan w Ludźmierzu, Muzeum Śląskiego w Katowicach, Państwowego Muzeum Etnograficznego w Warszawie, Muzeum Karykatury w Warszawie, Domu Podhalańskiego w Chicago, Domu Polskiego w St. Etienne we Francji oraz w wielu kolekcjach  prywatnych.

## Nagrody
- I nagroda w orkanowskim konkursie poetyckim z okazji Jubileuszu 100-lecia urodzin  (Limanowa, 1975 rok)
- Nagroda im. Władysława Orkana (nagroda honorowa) przyznawana przez Instytut im. Władysława Orkana „za wieloletnie znakomite wywiązywanie się z dobrowolnie przyjętej funkcji „strażnika pamięci” myśli i idei propagowanych przez Władysława Orkana, za obronę wartości regionalnych i lokalnych, za działalność artystyczną, społeczną i organizatorską, za mecenasowanie kulturze i sztuce ludowej oraz za nieustępliwość i wierność raz obranej drodze”  (2005 rok)[1]
- Brązowy Medal „Zasłużony Kulturze Gloria Artis” przyznawany przez Ministra Kultury i Dziedzictwa Narodowego (2007 rok)[2]

## Muzeum Jaśka z Gorców
W swoim domu z 1884, który nazwał „Pod Trzema Madonnami”, stworzył prywatne muzeum kultury zagórzańskiej i wołoskiej (w tym szałasy wołoskie).
Obecnie w miejscu Muzeum Gorczańskiego działa Muzeum Górali i Zbójników, prezentujące między innymi twórczość i dorobek artystyczny Jaśka z Gorców.

## Dorobek literacki
Poezje:
- Śrybelny miesiącku, LSW, Warszawa 1980
- Fudala w karczmie, SOW, Nowy Sącz 1984
- Czarnomorskie liryki, Wyd. „Miniatura”, Kraków 1990
- Orawiana, Wyd. „secesja”, Kraków 1996
- Sercem malowane, antologia poetów rabczańskich, 1997
- Nuty serdeczne, antologia podhalańskiej poezji gwarowej 1998
- Wiersze Babiogórskie, antologia 2000
- Gdzie Rzym, gdzie Krym, gdzie Fudala, Miniatura, Kraków 2000 ISBN 83-7081-552-9

Proza:
- Gawędziołki  o profesorze Tischnerze, Prószyński i S-ka, 2002 ISBN 83-7337-096-X
- Kto się cieszy, ten nie grzeszy, Oficyna Wydawnicza Impuls, Kraków 2004  ISBN 83-7308-379-0

Sztuki:

Komedie Góralskie:
- O Janosiku zbójniku, 1988
- Karczmisko, 1997
- Pod wykrotem, 1999
- Hamarykan, 1999

Publicystyka:
- „Tygodnik Dunajec” –  stała rubryka „Gawędziołki Jaśka z Gorców”  (felietony, poezje i humoreski wraz z własnymi ilustracjami) lata 80.
- „Tygodnik Podhalański” – redaktor działu Literatura Górska (wraz z ilustracjami) 1992–1994
- „Nasze Strony” – prowadzenie rubryki Zbójnicki (teksty i ilustracje) 1994–1998
- „Gazeta Krakowska” – stałe felietony Jaśka z Gorców  2000
- „Gazeta Rabczańska” – rysunki satyryczne 2000

## Role w filmach
Źródło: FilmPolski.pl
- 1979: Ród Gąsieniców, reż. Konrad Nałęcki, jako Paweł
- 1988: Kolory kochania, reż. Wanda Jakubowska, jako „Diabeł” (pustelnik gorczański)
- 1994: Legenda Tatr, reż. Wojciech Solarz, jako Symek
- 1999: A jednak olimpiada w Zakopanem! (spektakl TV), reż. Marek Piwowski, jako Zenek